# مقرر الأمم المتحدة الخاص المعني بالسموم وحقوق الإنسان
أُنشأت ولاية المقرر الخاص للأمم المتحدة المعني بالسموم وحقوق الإنسان في عام 1995 من قبل لجنة الأمم المتحدة لحقوق الإنسان.

## خلفية
أنشأت لجنة حقوق الإنسان ولاية لدراسة الآثار المترتبة على حقوق الإنسان من التعرض للمواد الخطرة والنفايات السامة في عام 1995. وشمل ذلك تداعيات اتجاهات مثل الاتجار غير المشروع وإطلاق المنتجات السامة والخطرة أثناء الأنشطة العسكرية والحرب والصراع وتحطيم السفن. المجالات الأخرى المدرجة في التفويض هي النفايات الطبية والصناعات الاستخراجية (خاصة النفط والغاز والتعدين)، وظروف العمل في قطاعي التصنيع والزراعة، والمنتجات الاستهلاكية، والانبعاثات البيئية للمواد الخطرة من جميع المصادر ، والتخلص من النفايات.
أكد مجلس حقوق الإنسان التابع للأمم المتحدة في عام 2011 أن المواد والنفايات الخطرة قد تشكل تهديدًا خطيرًا على التمتع الكامل بحقوق الإنسان. وسعت التفويض ليشمل دورة الحياة الكاملة للمنتجات الخطرة، من التصنيع إلى التخلص النهائي. يُعرف هذا بالنهج من المهد إلى اللحد. يشير التسارع السريع في إنتاج المواد الكيميائية إلى احتمال أن يكون هذا تهديدًا متزايدًا، لا سيما بالنسبة لحقوق الإنسان لشرائح المجتمع الأكثر ضعفًا.
تؤكد الأمم المتحدة أن الدول ملزمة بموجب القانون الدولي لحقوق الإنسان باتخاذ تدابير فعالة لمنع تعرض الأفراد والمجتمعات للمواد السامة. غالبًا ما يُعتبر أفراد المجتمع الضعفاء الأكثر تضررًا. وهي تشمل: الأشخاص الذين يعيشون في فقر ، والعاملين، والأطفال، ومجموعات الأقليات، والسكان الأصليين، والمهاجرين، من بين الفئات الضعيفة أو المعرضة للخطر ، مع تأثيرات جنسانية عالية.

## خبير مستقل
يُعين المقرر الخاص من قبل مجلس حقوق الإنسان التابع للأمم المتحدة. يُطلب من الخبير المعين من قبل مجلس حقوق الإنسان فحص المبادرات المتخذة لتعزيز وحماية حقوق الإنسان التي تنطوي عليها الإدارة غير السليمة للمواد والنفايات الخطرة وتقديم تقرير عنها إلى الدول الأعضاء.

## اختيار المواضيع التي أبلغ عنها المقرر الخاص
قدمت هيومن رايتس ووتش في مارس / آذار 2022 مذكرة إلى تقرير المقرر الخاص بشأن تعدين الزئبق والذهب الحرفي والضيق النطاق. يستخدم الزئبق في التعدين لاستخراج الذهب من الركاز. الزئبق، وهو ضار بشكل خاص للأطفال، إذ يهاجم الجهاز العصبي المركزي ويمكن أن يتسبب في تلف الدماغ والموت. غالبًا ما تُنفذ أعمال التعدين من قبل الأطفال العاملين الذين لديهم معلومات قليلة أو خاطئة عن مخاطر الزئبق.
- تقرير -2021: مراحل دورة البلاستيك وانعكاساتها على حقوق الانسان :يسلط التقرير الضوء على الآثار المترتبة على حقوق الإنسان من المواد المضافة السامة في البلاستيك ومراحل دورة حياة البلاستيك، بما في ذلك حقوق النساء والأطفال والعمال والشعوب الأصلية.[3] عادة ما تضاف المواد الكيميائية السامة إلى البلاستيك، مما يتسبب في مخاطر جسيمة على حقوق الإنسان والبيئة. يطرح المقرر الخاص توصيات تهدف إلى معالجة الآثار السلبية للبلاستيك على حقوق الإنسان.[4]

- تقرير -2015: الحق في الحصول على معلومات عن المواد والنفايات الخطرة: يوضح المقرر الخاص في هذا التقرير نطاق الحق في الحصول على المعلومات طوال دورة حياة المواد والنفايات الخطرة، ويحدد التحديات التي ظهرت في إعمال هذا الحق ويضع الخطوط العريضة للحلول المحتملة لهذه المشاكل. وتناقش التزامات الدول ومسؤوليات الأعمال التجارية فيما يتعلق بتنفيذ الحق في الحصول على المعلومات عن المواد والنفايات الخطرة.[5]

## الخبير المستقل الحالي
- الدكتور ماركوس أ.أوريلانا، 2020-حتى الآن[1]

## الخبراء المستقلون السابقون
- السيد باسكوت تونكاك (تركيا / الولايات المتحدة الأمريكية)، 2014-2020
- السيد مارك باليميرتس (بلجيكا)، 2012-2014
- السيد كالين جورجيسكو (رومانيا)، 2010-2012
- السيد أوكيشوكوو إيبينو  [لغات أخرى]‏ (نيجيريا)، 2004-2010
- السيدة فاطمة زهرة أوهاشي - فيسلي (الجزائر)، 1995-2004 [1]

## روابط خارجية
- مقرر الأمم المتحدة الخاص المعني بالسموم وحقوق الإنسان